# Laura Kanor

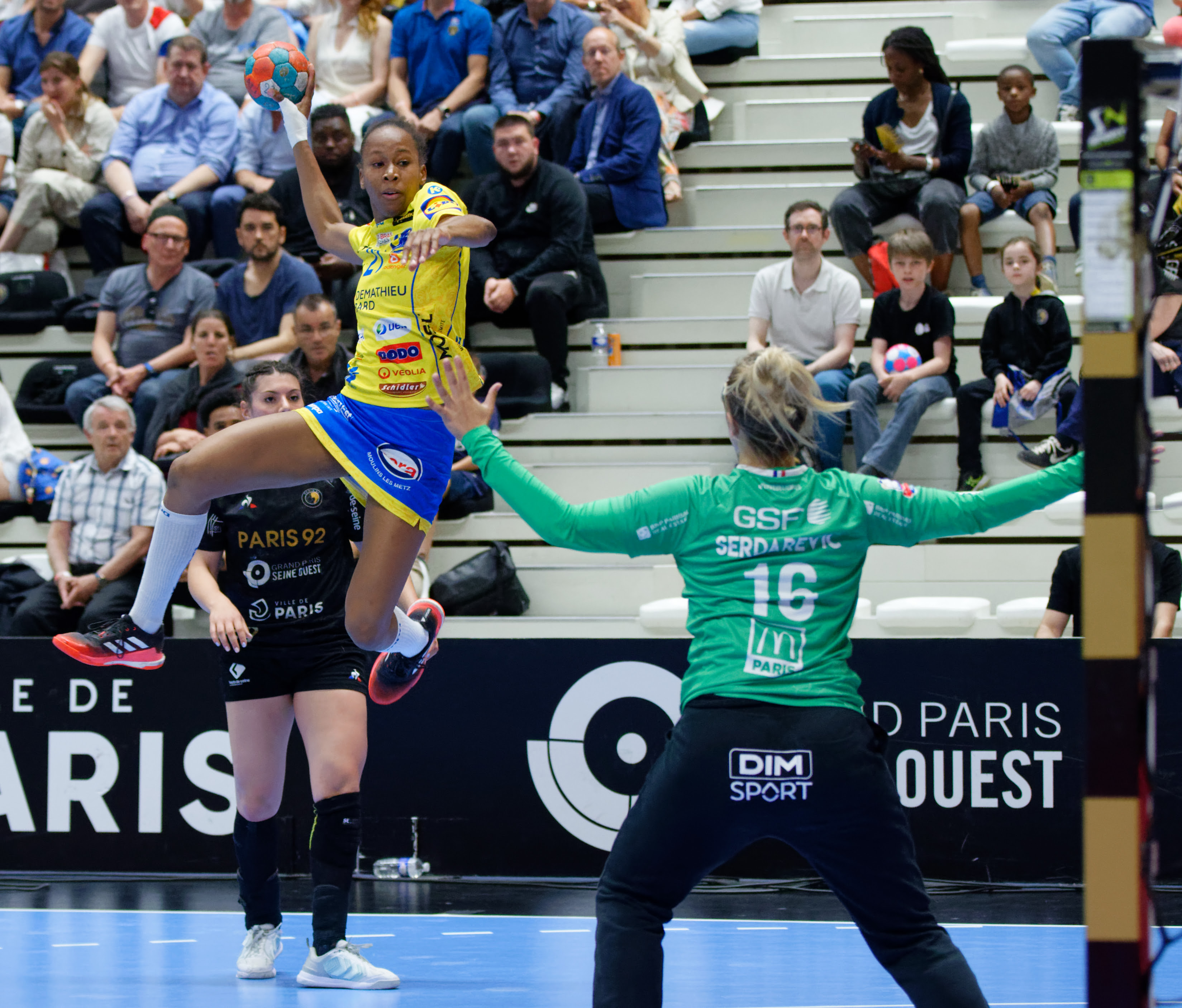
Laura Kanor face à Léa Serdarevic en mai 2022.

Laura Kanor, née le 16 juin 1997 aux Abymes, est une joueuse française de handball évoluant au poste d'ailière gauche. Elle est la sœur jumelle d'Orlane Kanor, handballeuse internationale française. Elle joue au Brest Bretagne Handball.

## Biographie
Membre du centre de formation du Metz Handball depuis 2015, elle fait quelques apparitions en équipe première.
Pour la saison 2018-2019, à la suite des blessures successives de Marion Maubon puis Manon Houette, elle participe notamment aux demi-finales et finales des play-off, inscrivant cinq buts et remportant le titre de championne de France.
Pour la saison 2019-2020, elle est prêtée en deuxième division au club de la Stella Sports Saint-Maur.
Elle revient ensuite au Metz Handball jusqu'en 2023 où elle signe pour le club roumain du Rapid Bucarest où elle retrouve sa sœur jumelle Orlane Kanor, arrivée un an plus tôt.
A compter de la saison 2024-2025, elle rejoint le Brest Bretagne Handball.

## Palmarès

### Club
Compétitions internationales
- Ligue des champions (C1) :
  - 3e place en 2022

Compétitions nationales
- Championnat de France
  - Vainqueur en 2019, 2022 et 2023.
  - 1er ex æquo : 2020[8]
  - Deuxième en 2021
- Coupe de France
  - Vainqueur en 2019, 2022 et 2023